# 2-й набор космонавтов ЦПК ВВС (1963)
2-й набор космонавтов ЦПК ВВС  (группа ВВС № 2) — набор в отряд космонавтов, проводившийся Военно-воздушным силам СССР (ВВС) в период с 1962 по 1963 год в отряд космонавтов «ЦПК ВВС»
Восемь космонавтов второго набора (с учётом дополнительно зачисленного в 1964 году Г. Т. Берегового) совершили космические полёты.

## История
После первых космических полётов возникла необходимость в пополнении отряда космонавтов для реализации новых космических проектов и задач, причём с привлечением к подготовке не только военных лётчиков, но и других специалистов.
23 октября 1961 года Сергей Павлович Королёв подписал заявку на набор в 1962—1964 годах 50 новых космонавтов. 23 декабря 1961 года Президиум ЦК КПСС одобрил эту идею и своим решением от 30 декабря 1961 года № 10/XIX разрешил набрать 60 слушателей-космонавтов. 15 января 1962 года министр обороны СССР подписал приказ о наборе новых космонавтов (в том числе в женскую группу космонавтов).
Главным отличием 2-го набора космонавтов ЦПК ВВС от первого стал отбор не только среди военных лётчиков, но и военных инженеров ВВС и РВСН, военных научно-исследовательских институтов и академий ВВС. Новым критерием для кандидатов было обязательное наличие высшего образования. В наборе кроме военных, впервые принимали участие несколько гражданских специалистов: врачи, ученые и инженеры.
Организатор и руководитель подготовки первых советских космонавтов помощник Главнокомандующего ВВС по космосу генерал-лейтенант Н. П. Каманин вспоминал о кандидатах 2-го набора: «…Желающих быть космонавтами сколько угодно, но людей с абсолютным здоровьем, с законченным высшим образованием, имеющих лётную и парашютную практику — маловато». Через комиссию прошло более 1500 человек.
В 1962 году отобранные в воинских частях кандидаты прошли медицинское обследование в Центральном военном научно-исследовательском авиационном госпитале, но допуск Центральной врачебно-лётной комиссии получили немногие. 8 января 1963 года медицинская экспертная комиссия признала годными для поступления в отряд космонавтов 25 человек, а после заседания мандатной комиссии были рекомендованы к зачислению в отряд только 15 кандидатов..
10 января 1963 года приказом Главкома ВВС № 14 в отряд космонавтов ЦПК ВВС были зачислены слушателями-космонавтами: офицеры ВВС Юрий Артюхин, Анатолий Воронов, Лев Дёмин, Георгий Добровольский, Эдуард Кугно, Анатолий Куклин, Александр Матинченко, Анатолий Филипченко, Владимир Шаталов лётчик морской авиации Алексей Губарев и лётчик ПВО Лев Воробьёв; военные инженеры РВСН Эдуард Буйновский, Владислав Гуляев, Виталий Жолобов и Пётр Колодин. С января 1963 года все слушатели-космонавты приступили к общекосмической подготовке.
В 1963 году проходил дополнительный отбор в отряд космонавтов, в ходе которого рассматривались кандидатуры кандидатов, не принятые ранее в отряд по возрасту (Георгий Катыс и Пётр Сидоренко), а также кандидатура лётчика-испытателя Героя Советского Союза Георгия Берегового. В декабре 1963 года мандатная комиссия под председательством Н. П. Каманина признала их приём нецелесообразным. Однако, 23 января 1964 года на заседании Военного Совета Главком ВВС К. А. Вершинин, без голосования, принял решение зачислить Берегового на должность слушателя-космонавта отряда космонавтов. С 25 января 1964 года Береговой был включён в группу 2-го набора космонавтов ЦПК ВВС.
Общекосмическую подготовку из 16 слушателей-космонавтов 2-го набора успешно прошли и сдали экзамены только 14 человек, в том числе Береговой, который проходил общекосмическую подготовку по утвержденному Каманиным индивидуальному плану. 23 января 1965 года все слушатели были переведены на должности космонавтов второго отряда. В 1964 году были сняты с подготовки и отчислены из отряда слушатели Эдуард Кугно («из-за низких морально-политических качеств») и Эдуард Буйновский (по медицинским показателям).
Из космонавтов 2-го набора (с учётом дополнительно зачисленного в 1964 году Берегового) совершили космические полёты только восемь человек, причём первым из них полетел в космос Г. Т. Береговой.

## Список космонавтов 2-го набора (группа ВВС № 2)
| Список 2-го набора космонавтов ЦПК ВВС (1963 год)                | Список 2-го набора космонавтов ЦПК ВВС (1963 год) | Список 2-го набора космонавтов ЦПК ВВС (1963 год) | Список 2-го набора космонавтов ЦПК ВВС (1963 год) | Список 2-го набора космонавтов ЦПК ВВС (1963 год) | Список 2-го набора космонавтов ЦПК ВВС (1963 год) | Список 2-го набора космонавтов ЦПК ВВС (1963 год)                         | Список 2-го набора космонавтов ЦПК ВВС (1963 год) | Список 2-го набора космонавтов ЦПК ВВС (1963 год) |
| №                                                                | Фотография                                        | ФИО                                               | Дата рождения                                     | Порядковый номер                                  | Профессия и место работы до поступления в отряд   | Данные о полётах                                                          | Дата выхода из отряда                             | Примечание                                        |
| ---------------------------------------------------------------- | ------------------------------------------------- | ------------------------------------------------- | ------------------------------------------------- | ------------------------------------------------- | ------------------------------------------------- | ------------------------------------------------------------------------- | ------------------------------------------------- | ------------------------------------------------- |
| 1                                                                |                                                   | Артюхин Юрий Петрович                             | 22 июля 1930 года                                 | 30-й космонавт СССР                               | ВВС, инженер                                      | 03-19.07.1974 «Союз-14»-«Салют-3»                                         | 26 января 1982 года                               | умер 4 августа 1998 года                          |
| 2                                                                |                                                   | Буйновский Эдуард Иванович                        | 26 февраля 1936 года                              | -                                                 | РВСН, инженер                                     | -                                                                         | 11 декабря 1964 года                              |                                                   |
| 3                                                                |                                                   | Воробьев Лев Васильевич                           | 24 февраля 1931 года                              | -                                                 | ПВО, лётчик                                       | -                                                                         | 29 июня 1974 года                                 | умер 20 мая 2010 года                             |
| 4                                                                |                                                   | Воронов Анатолий Федорович                        | 11 июня 1930 года                                 | -                                                 | ВВС, штурман                                      | -                                                                         | 25 мая 1979 года                                  | умер 31 октября 1993 года                         |
| 5                                                                |                                                   | Губарев Алексей Александрович                     | 29 марта 1931 года                                | 33-й космонавт СССР                               | ВМА, лётчик                                       | 11.01-09.02.1975 «Союз-17»-«Салют-4» 02.03-10.03.1978 «Союз-28»-«Салют-6» | 1 сентября 1981 года                              | умер 21 февраля 2015 года                         |
| 6                                                                |                                                   | Гуляев, Владислав Иванович                        | 31 мая 1937 года                                  | -                                                 | РВСН, инженер                                     | -                                                                         | 6 марта 1968 года                                 | умер 19 апреля 1990 года                          |
| 7                                                                |                                                   | Дёмин Лев Степанович                              | 11 января 1926 года                               | 32-й космонавт СССР                               | ВВС, инженер                                      | 26-28.08.1974 «Союз-15»                                                   | 26 января 1982 года                               | умер 18 декабря 1998 года                         |
| 8                                                                |                                                   | Добровольский Георгий Тимофеевич                  | 1 июня 1928 года                                  | 24-й космонавт СССР                               | ВВС, инженер                                      | 06-30.06.1971 «Союз-11»-«Салют-1»                                         | 30 июня 1971 года                                 | погиб 30 июня 1971 года                           |
| 9                                                                |                                                   | Жолобов Виталий Михайлович                        | 18 июня 1937 года                                 | 35-й космонавт СССР                               | РВСН, инженер                                     | 06.07-24.08.1976 «Союз-21»-«Салют-5»                                      | 7 января 1981 года                                |                                                   |
| 10                                                               |                                                   | Колодин Пётр Иванович                             | 23 сентября 1930 года                             |                                                   | РВСН, инженер                                     |                                                                           | 20 апреля 1983 года                               | умер 4 февраля 2021 года                          |
| 11                                                               |                                                   | Кугно Эдуард Павлович                             | 27 июня 1935 года                                 |                                                   | ВВС, инженер                                      |                                                                           | 16 апреля 1964 года                               | умер 24 февраля 1994 года                         |
| 12                                                               |                                                   | Куклин Анатолий Петрович                          | 3 января 1932 года                                |                                                   | ВВС, лётчик                                       |                                                                           | 15 сентября 1975 года                             | умер 16 января 2005 года                          |
| 13                                                               |                                                   | Матинченко Александр Николаевич                   | 4 сентября 1927 года                              |                                                   | ВВС, лётчик-инженер                               |                                                                           | 19 января 1972 года                               | умер 19 июня 1999 года                            |
| 14                                                               |                                                   | Филипченко Анатолий Васильевич                    | 26 февраля 1928 года                              | 19-й космонавт СССР                               | ВВС, лётчик                                       | 12-17.10.1969 «Союз-7» 02-08.12.1974 «Союз-16»                            | 26 января 1982 года                               | умер 7 августа 2022 года                          |
| 15                                                               |                                                   | Шаталов Владимир Александрович                    | 8 декабря 1927 года                               | 13-й космонавт СССР                               | ВВС, лётчик                                       | 14-17.01.1969 «Союз-4» 13-18.10.1969 «Союз-8» 23-25.04.1971 «Союз-10»     | 25 июня 1971 года                                 | умер 15 июня 2021 года                            |
| Дополнительное зачисление в отряд ЦПК ВВС (25 января 1964 года). |                                                   |                                                   |                                                   |                                                   |                                                   |                                                                           |                                                   |                                                   |
| 16                                                               |                                                   | Береговой Георгий Тимофеевич                      | 15 апреля 1921 года                               | 12-й космонавт СССР                               | ВВС, лётчик-истребитель                           | 26-30.10.1968 «Союз-3»                                                    | 25 февраля 1982 года                              | умер 30 июня 1995 года                            |